# Japan ved sommer-OL 2012
Japan deltog under Sommer-OL 2012 i London som blev arrangeret i perioden 27. juli til 12. august 2012. 

## Medaljer
| 2012 London | Guld | Sølv | Bronze | Total |
| Japan       | 7    | 14   | 17     | 38    |